# 鶏のマレンゴ風
鶏のマレンゴ風（とりのマレンゴふう、伊: Pollo alla Marengo、仏: Poulet Marengo）は、ニンニク、トマトとともに油でソテーした鶏肉に目玉焼きやザリガニを添えたフランス料理である。鶏のプロヴァンス風（英: chicken à la Provençale）と似ているが、これには鶏のマレンゴ風の伝統的な具材でありながら省略される場合が多い卵とザリガニが加わる。1800年6月にナポレオン・ボナパルトが勝利したマレンゴの戦いに因んで名づけられた。

## 歴史
俗説では、この料理は、ナポレオンがアレッサンドリア南部のマレンゴでオーストリア軍を倒した後に最初に作られたと言われている。この時、補給の段列が非常に遠くにあったため、シェフのデュナンは食材を求めて町で徴発し、集めることのできた食材からこの料理を作った。この俗説によると、ナポレオンはこの料理を気に入り、毎回の戦いの後に作らせた。デュナンは後に十分な食材を得られるようになり、ザリガニの代わりにキノコを加え、ワインも加えたが、ナポレオンは、変化が悪運を招くと信じてこれを拒否した。
しかし、アラン・デヴィッドソンは、当時はトマトは手に入らないはずであり最初に刊行されたレシピには入っていなかったことから、これは俗説に過ぎないとした。より確からしい起源の説明は、あるレストランのシェフがナポレオンの勝利を記念して作ったというものである。

### 初期の調理法
1891年のイタリアの料理本であるペッレグリーノ・アルトゥージの著書『イタリア料理大全』においては、以下のようなレシピが紹介されている（ただしトマト、ザリガニ、卵は含まれていない）。
若鶏の首と足を取り除き、関節にそってぶつ切りにする。バター30 g、オリーブオイル大さじ1杯を加えてソテーパンで鶏肉を炒め、塩、胡椒、少量のナツメグで味をととのえる。鶏肉の両面が焼けたら、脂分を落とし、ソテーパンに小麦粉を大さじすり切り1杯、白ワイン1 デシリットルを入れる。ブロードを加え、蓋をして弱火でゆっくりと鶏肉を煮る。火からおろす前に刻んだイタリアンパセリ1つかみをちらし、皿に盛りつけたら半分に切ったレモンを搾る。

## 派生料理
鶏肉ではなく仔牛肉やウサギの肉を使った派生料理がある。

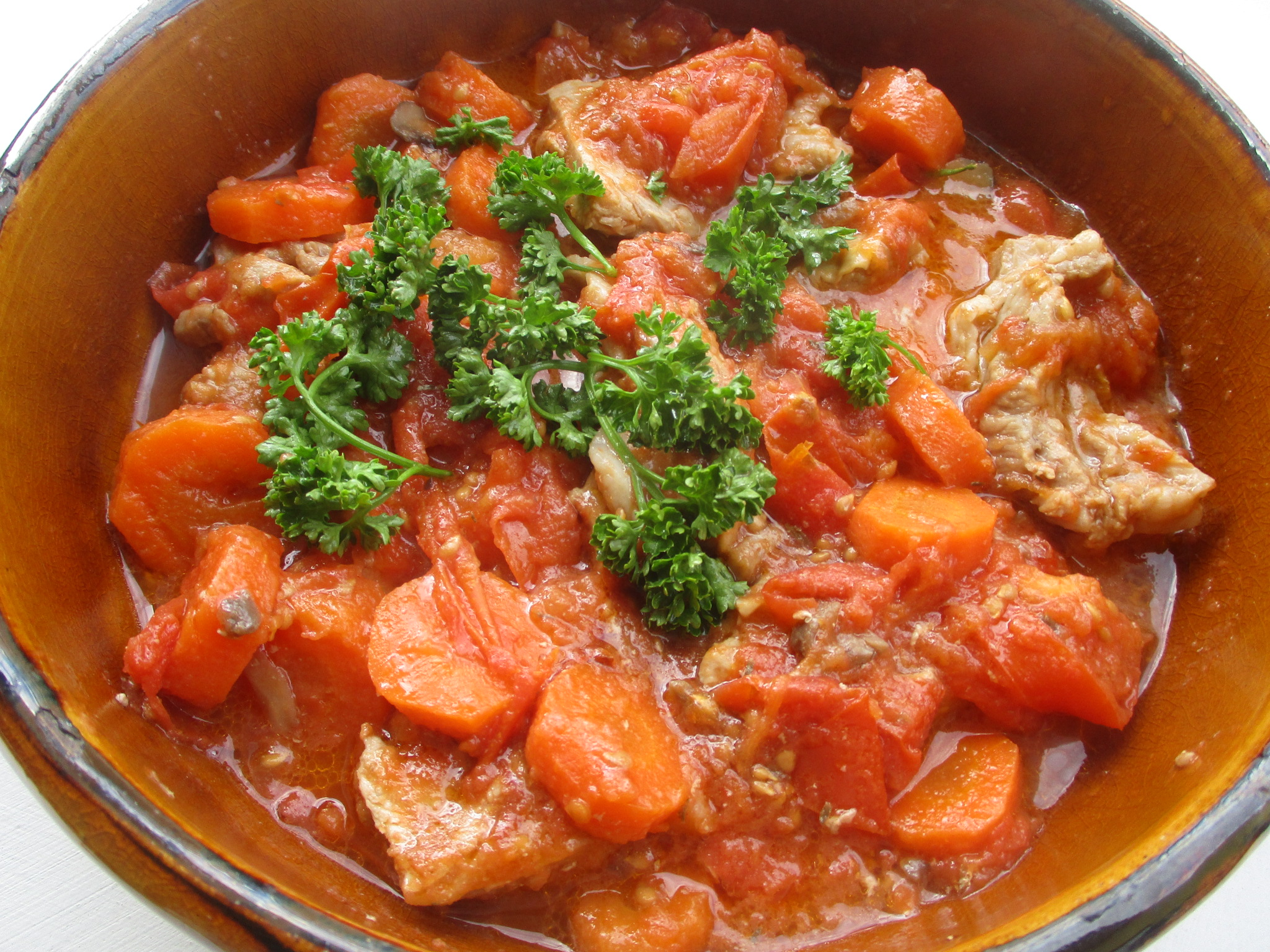
仔牛のマレンゴ風
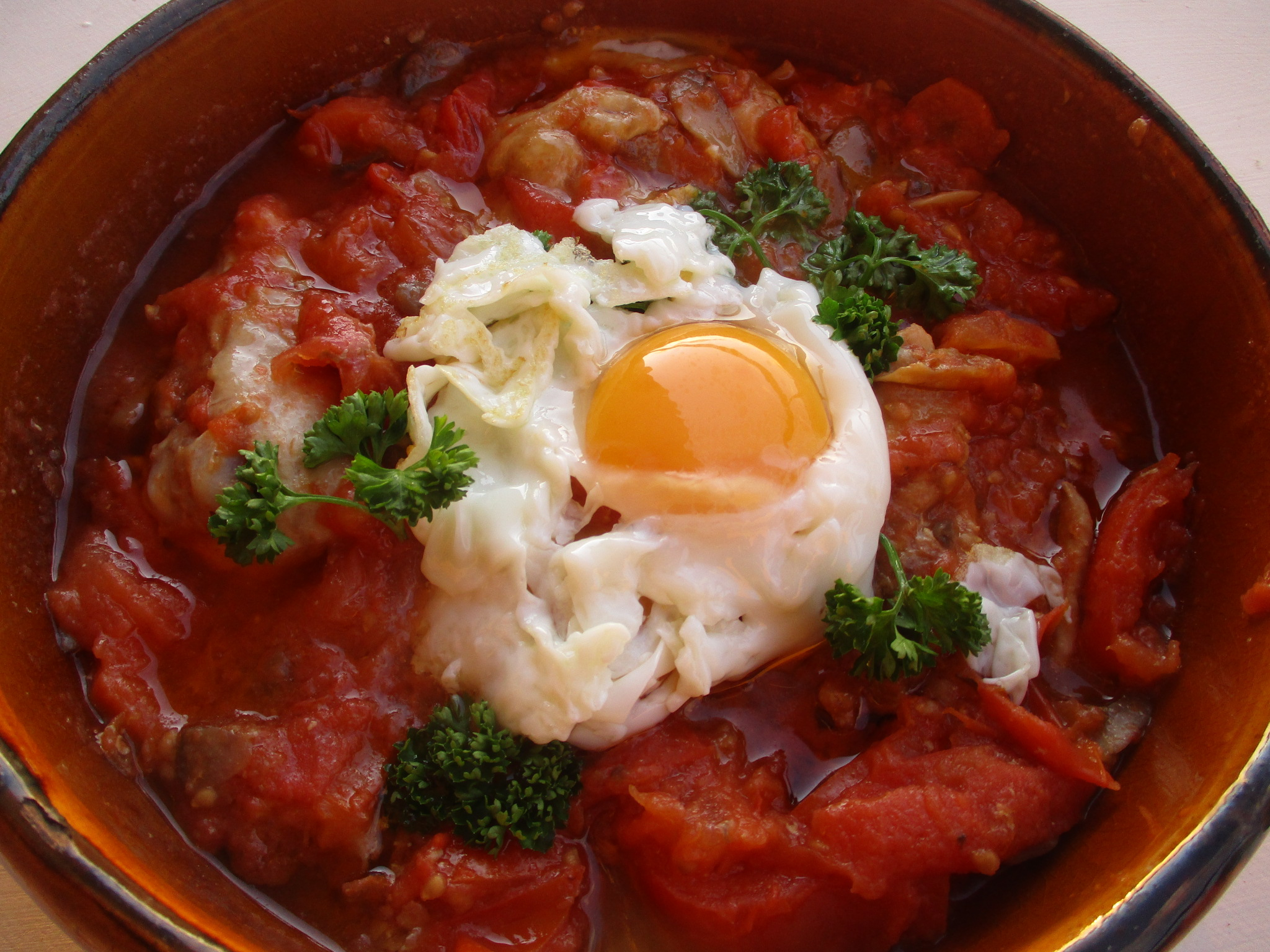
目玉焼きを乗せた鶏のマレンゴ風